# Ole Ernst
Ole Ernst (ur. 16 maja 1940 w Kopenhadze, zm. 1 września 2013 tamże) – duński aktor, występował w roli inspektora policji Holma w serii Gang Olsena.
Dwukrotny zdobywca nagrody Bodil za najlepszą rolę męską. Nominowany do nagrody Bodil i Roberta.